# Districte de Saumur
El Districte de Saumur és un dels quatre districtes amb què es divideix el departament francès del Maine i Loira, a la regió del País del Loira. Té 10 cantons i 112 municipis. El cap del districte és la sotsprefectura de Saumur.

## Cantons
Cantó d'Allonnes - canton de Baugé - cantó de Doué-la-Fontaine - cantó de Gennes - cantó de Longué-Jumelles - cantó de Montreuil-Bellay - cantó de Noyant - cantó de Saumur-Nord - cantó de Saumur-Sud - cantó de Vihiers